# Коронация Поппеи
«Коронация Поппеи» (итал. L'incoronazione di Poppea) — итальянская барочная опера композитора Клаудио Монтеверди в трех актах с прологом. Одна из немногих опер XVII в., сохранивших поныне свою художественную ценность.
Одна из первых опер, написанных на исторический, а не на мифологический сюжет. Сюжет либретто, принадлежащего Дж. Ф. Бузенелло, основан на некоторых событиях жизни Поппеи Сабины, второй жены императора Нерона.
Как и большинство опер XVII века, сохранилась только в виде партий голосов и бассо континуо.

## Действующие лица
В опере 21 действующее лицо и разнообразные хоровые группы, поэтому Коронация Поппеи требует большой труппы. Однако исполнение некоторых маленьких ролей одним и тем же исполнителем и участие в хорах позволяет исполнять оперу группой из 15 человек: шесть сопрано, одно меццо-сопрано, два контральто, два или три тенора и два или три баса.
| Роль                                                               | Тип голоса                          | Появление                                                      | Примечания                                                                                         |
| ------------------------------------------------------------------ | ----------------------------------- | -------------------------------------------------------------- | -------------------------------------------------------------------------------------------------- |
| Фортуна (Богиня случая)                                            | сопрано                             | Пролог                                                         | |
| Добродетель (Богиня добродетели)                                   | сопрано                             | Пролог                                                         | |
| Амур (Бог любви)                                                   | сопрано                             | Пролог Акт 2 XIII и XIV                                        | Партия может быть предназначена для дисканта.                                                      |
| Оттон (муж Поппеи, полководец)                                     | меццо-сопрано или контратенор       | Акт 1: I, II, XI, XII, XIII Акт 2: VIII, IX, XI, XIV Акт 3: IV | Партия написана для кастрата.                                                                      |
| Два солдата, телохранители Нерона                                  | теноры                              | Акт 1: II                                                      | |
| Поппея (Поппея Августа Сабина), знатная римлянка, любовница Нерона | сопрано                             | Акт 1: III, IV, X, XI Акт 2: XII, XIII, XIV Акт 3: V, VIIIabcd | |
| Нерон (римский император)                                          | сопрано, реже тенор или контратенор | Акт 1: III, IX, X Акт 2: VI III, IV, V, VIIIabcd               | Партия написана для кастрата.                                                                      |
| Арнальта, кормилица Поппеи                                         | контральто или тенор                | Акт 1: IV Акт 2: XII, XIV Акт 3: II, III, VII                  | Роль часто исполняется мужским голосом для комического эффекта.                                    |
| Оттавия (Октавия), Императрица, жена Нерона                        | сопрано                             | Акт 1: V, VI Акт 2: IX Акт 3: VI                               | |
| Кормилица                                                          | контральто                          | Акт 1: V Акт 2: X                                              | Как и Арнальту эту роль часто исполняют мужчины.                                                   |
| Сенека (бывший наставник Нерона)                                   | бас                                 | Акт 1: VI, VII, VIII, IX Акт 2: I, II, III, IV                 | |
| Валлетто (паж)                                                     | сопрано                             | Акт 1: VI Aкт 2: V, X                                          | |
| Паллада (Афина Паллада), богиня                                    | сопрано                             | Акт 1: VIII                                                    | |
| Друзилла (знатная римлянка)                                        | сопрано                             | Акт 1: XIII Акт 2: X, XI Акт 3: I, II, III, IV                 | |
| Меркурий, посланник богов                                          | тенор                               | Акт 2: I                                                       | |
| Либерто (раб-вольноотпущенник, ныне капитан Преторианской гвардии) | тенор                               | Акт 2: II                                                      | |
| Три домочадца Сенеки                                               | контральто, тенор, бас              | Акт 2: III                                                     | |
| Хор Добродетелей                                                   | партии не определены в музыке       | Акт 2: IV                                                      | Отсутствует во всех сохранившихся партиях                                                          |
| фрейлина Оттавии                                                   | сопрано                             | Акт 2: V                                                       | |
| Лукан, римский поэт                                                | тенор                               | Акт 2: VI                                                      | |
| Петроний и Тигеллин, придворные Нерона                             | тенор, бас                          | Акт 2: VI                                                      | Отсутствует в партиях; в либретто некоторые реплики Нерона и Лукана поручены этим двум придворным. |
| Ликтор                                                             | бас                                 | Акт 3: II, III, IV                                             | |
| Венера, богиня Любви, мать Амура                                   | сопрано                             | Акт 3: VIIIc                                                   | |
| Консулы и трибуны Римской империи                                  | партии теноров и басов              | Акт 3: VIIIb                                                   | |
| Хор Амуров                                                         | партии контральто и сопрано         | Акт 3: VIIIc                                                   | |

## Сюжет
Действие разворачивается в Риме в 62 г. н. э. Главная героиня — Поппея, замужем за другом Нерона — Оттоном, но стала любовницей императора и мечтает занять место его жены Октавии. Оттон застает жену с Нероном, а философ Сенека отговаривает Нерона бросить жену. Поппея уговаривает Нерона, и тот приказывает Сенеке покончить с собой.
Оскорбленная Октавия склоняет Оттона убить Поппею. Чтобы осуществить этот замысел, Оттон встречается с Друзиллой, брошенной им ради Поппеи, и переодевается в её платье. Он приближается к спящей Поппее и хочет её убить, но её спасает бог Амур. Друзиллу арестовывают, и она берет вину на себя, так как все ещё любит Оттона. Нерон приговаривает её к казни, но тогда Оттон рассказывает правду о том, что на самом деле преступник — он.
Нерон отправляет Оттона в изгнание, Друзилла следует за любимым, а Нерон разводится с Октавией и женится на Поппее. Опера заканчивается любовным дуэтом молодоженов, а «за кадром» остается окончание этой истории: Нерон ударит беременную Поппею в живот, и она умрёт, его убьют заговорщики, а Оттон станет императором.

## Первая постановка. Дальнейшая постановочная судьба
Впервые опера была исполнена в венецианском театре Санти-Джованни э Паоло во время карнавала 1642—1643 годов. Театр был в 1639 году, в нём прошла премьера оперы Монтеверди «Свадьба Энея и Лавинии», а также была возобновлена опера «Возвращение Улисса на родину». Современник так описывал представления в театре: «чудесные перемены сцен, величественные и грандиозные выступления [исполнителей] … и великолепная летающая машина; вы смотрите на всё, как если бы это было обычным делом, великолепные небеса, божества, моря, королевские дворцы, леса». Театр вмещал около 900 зрителей, сцена была гораздо больше зрительного зала. Дата первого исполнения «Коронации…», а также количество спектаклей неизвестны; сохранился scenario (краткий пересказ либретто), известны также две рукописных партитуры — одна из библиотеки Сан-Марко, другая — неаполитанская, но обе они были созданы уже после смерти Монтеверди, и в них нет ни даты первой постановки, ни имени композитора. Доподлинно известно лишь о том, что роль Октавии с большим успехом исполнила певица Анна Ренци, которую Ринджер назвал «первой оперной примадонной». Об Анне Ренци, исполнившей партию Октавии, пишет 25 марта 1643 года неизвестный агент кардиналу Мазарини. Он советует пригласить венецианскую труппу к французскому королевскому двору, отмечает успех певицы и добавляет, что «… вся музыка [„Коронации Поппеи“] принадлежала Монтеверго». Возможно, что в сезон 1642—1643 годов роль Поппеи исполняла Анна ди Валерио, а Нерона — кастрат Стефано Коста.
Документально подтверждено лишь одно возобновление оперы, состоявшееся в Неаполе в 1651 году. Факт возобновления, по словам Картера, является замечательным для эпохи, имевшей «короткую память» в отношении крупных музыкальных произведений. Следующая постановка «Коронации Поппеи» появилась через 250 лет.
В 1905 году в Париже под руководством французского композитора Венсана д’Энди прозвучали фрагменты оперы в концертном исполнении. Д’Энди ограничился «самыми красивыми и интересными частями произведения». 

## Венецианская и неаполитанская партитуры. Проблема авторства
Рукопись оперы «Нерон» (так значилось на её корешке) хранилась в собрании семьи Контарини, поступившем в 1843 году в венецианскую библиотеку Сан-Марко. Значительную долю рукописей старинных опер из коллекции Контарини составляют сочинения Франческо Кавалли. На обложке и первой странице манускрипта стоит имя Монтеверди, но появилось оно там значительно позднее времени создания самой рукописи. Таддео Виль, работавший над каталогом коллекции Контарини, определил, что опера ставилась в Венеции в 1642 и 1646 годах. Герман Кречмар и Ромен Роллан считали рукопись автографом самого Монтеверди. В 1904 году она была издана Хуго Гольдшмидтом вместе с либретто Бузенелло «Коронация Поппеи, или Нерон». Впервые либретто было издано самим Бузенелло в собрании сочинений, имя Монтеверди как автора музыки к опере не было упомянуто. Изучая в 1921 году венецианскую партитуру, Луи Шнейдер пришёл к выводу, что первый и третий акты написаны рукой Монтеверди, а второй акт записан в 1720-х годах.
В конце 1920-х годов Гвидо Гасперини в библиотеке Неаполитанской консерватории обнаружил ещё одну рукопись «Коронации Поппеи», которая значительно отличалась от венецианской. Гасперини нашёл также неаполитанское издание либретто «Коронации Поппеи» 1651 года.
В начале 1930-х годов Д. Ф. Малипьеро включил «Коронацию Поппеи» в издание произведений Монтеверди. За основу была взята венецианская рукопись, но Малипьеро в примечаниях обозначил её расхождения с неаполитанским вариантом, который, по его мнению, был поздней переделкой.
В 1958 году Вольфганг Остхоф определил, что 1-й и 3-й акты оперы в венецианской рукописи записаны той же рукой, что и рукописи опер Кавалли начала 1650-х из коллекции Контарини, а, следовательно, это не рука Монтеверди, умершего в 1643 году. Симфонию, открывающую венецианский вариант, Остхоф счёл повторением из оперы Кавалли «Дориклея», написанной в 1645 году. Таким образом, по версии Остхофа, рукопись из Венеции не связана с первым представлением «Коронации…». По его же мнению, правки в рукописи выполнены Франческо Кавалли. В 1980-х годах американскими специалистами было доказано, что первый и третий акты записаны Марией Кавалли, женой композитора.
В 1982 году Лоренцо Бьянкони предположил, что над партитурой «Коронации…» работало четыре композитора — Монтеверди, Кавалли, Лауренти (итал. Filiberto Laurenti) и Бенедетто Феррари. Имя Лауренци возникло в связи с предположением, что он мог быть привлечён для работы над номерами исполнительницы партии Октавии Анны Ренци. Такое уже случалось: при постановке La finta savia в одно время и в том же театре, где прошла премьера «Коронации…», по настоянию певицы Лауренци написал для неё несколько сольных номеров. Феррари, автор текста финального дуэта оперы Pur ti miro, pur ti godo… (он не вошёл в собрание сочинений Ф. Бузенелло), был также композитором. Pur ti miro, pur ti godo… впервые появился в опере Б. Феррари Il pastor regio (1641), музыка которой не сохранилась. Исследователи отмечают «нелогичность» этого любовного дуэта в финале «Коронации…» — по своему характеру музыка не соответствует тому, что известно о дальнейшей судьбе исторических Нерона и Поппеи.
В 1986 году было обнаружено письмо неизвестного кардиналу Мазарини, где Монтеверди назван автором всей музыки «Коронации…». Даже если автор письма не был точно информирован, его утверждение показывает, что современники были уверены в авторстве Монтеверди.

## Аудиозаписи
Солисты указаны в следующем порядке: Поппея, Нерон, Октавия, Сенека, Друзилла, Оттон, Арнальта.
- 1973 — дир. Николаус Арнонкур; солисты: Хелен Донат, Элизабет Сёдерстрём, Кэти Берберян, Джан Карло Луччарди, Ротрауд Хансманн, Пауль Эссвуд, Карло Гаифа; Concentus Musicus Wien
- 1988 — дир. Ричард Хикокс; солисты: Арлин Ожер, Делия Джонс, Линда Хёрст, Грегори Рейнхарт, Сара Леонард, Джеймс Боуман, Адриан Томпсон; оркестр «City of London Sinfonia»
- 1990 — дир. Рене Якобс; солисты: Danielle Borst, Guillemette Laurens, Jennifer Larmore, Michael Schopper, Lena Lootens, Axel Köhler; оркестр «Concerto Vocale»
- 1993 — дир. Джон Элиот Гардинер; солисты: Sylvia McNair, Анна-Софи фон Оттер, Dana Hanchard, Майкл Чанс; оркестр «The English Baroque Soloists»
- 2000 — дир. Габриель Гарридо; солисты: Guillemette Laurens, Flavio Oliver, Gloria Banditelli, Ivan Garcia, Emanuela Galli, Fabian Schofrin; Studio di musica antica Antonio il Verso; Ensemble Elyma

## Видеозаписи
Солисты указаны в следующем порядке: Поппея, Нерон, Октавия, Сенека, Друзилла, Оттон, Арнальта.
- 1984 — дир. Раймонд Леппард; солисты: Мария Юинг, Деннис Бэйли, Синтия Клари, Роберт Ллойд, Элизабет Гейл, Дейл Дюзинг, Анна-Мария Оуэнс; Лондонский филармонический оркестр; Глайндборнский оперный фестиваль; реж. Питер Холл
- 1993 — дир. Рене Якобс; солисты: Patricia Schuman, Richard Croft, Kathleen Kuhlmann, Harry Peeters, Darla Brooks, Jeffrey Gall, Curtis Rayam; оркестр «Concerto Köln» (запись постановки на SWR-фестивале в Шветцингене)
- 2000 — дир. Марк Минковски; солисты: Мирей Делюнш, Анне Софи фон Оттер, Сильви Брюне, Денис Седов, Николь Хистон, Шарлотта Хеллекант, Жан-Поль Фушекур; оркестр «Музыканты Лувра — Гренобль»; Экс-ан-Прованский оперный фестиваль; реж. Клаус Михаэль Грюбер
- 2008 — дир. Эммануэль Айм; солисты: Даниэль де Низ, Alice Coote, Tamara Mumford, Paolo Battaglia, Marie Arnet, Iestyn Davies, Wolfgang Ablinger-Sperrhacke, Соня Йончева (Фортуна); Оркестр века Просвещения; Глайндборнский оперный фестиваль; реж. Роберт Карсен;
- 2012 — дир. Эммануэль Айм; солисты: Соня Йончева, Макс Эмануэль Ценчич, Ann Hallenberg, Paul Whelan, Amel Brahim-Djelloul, Tim Mead, Emiliano González Toro; оркестр «Le Concert d’Astrée» (запись постановки в Лилльской опере, 22.3.2012)
- 2012 — дир. Уильям Кристи; солисты: Даниэль де Низ, Филипп Жаруски, Макс Эмануэль Ценчич, Анна Бонитатибус; оркестр «Les Arts Florissants» (запись постановки в Мадридской опере)